# 19. Festiwal Polskich Filmów Fabularnych w Gdyni
19. Festiwal Polskich Filmów Fabularnych odbył się w 1994 w Gdyni.

## Laureaci
Wielka Nagroda Festiwalu – Złote Lwy: Zawrócony, reż. Kazimierz Kutz
Nagroda Specjalna Jury (ex aequo):
- Spis cudzołożnic, reż. Jerzy Stuhr
- Wrony, reż. Dorota Kędzierzawska

Honorowe Wyróżnienie Jury: Śmierć jak kromka chleba, reż. Kazimierz Kutz
Nagrody Indywidualne:
- reżyseria: Jan Jakub Kolski Cudowne miejsce
- dialogi (ex aequo):
  - Jerzy Pilch i Jerzy Stuhr Spis cudzołożnic
  - Jan Jakub Kolski – Cudowne miejsce
- najlepszy debiut reżyserski: Michał Rosa Gorący czwartek
- pierwszoplanowa rola kobieca (ex aequo):
  - Grażyna Błęcka-Kolska Cudowne miejsce,
  - Stanisława Celińska Spis cudzołożnic
- pierwszoplanowa rola męska: Zbigniew Zamachowski Zawrócony
- drugoplanowa rola męska: Krzysztof Majchrzak Cudowne miejsce
- zdjęcia: Tomasz Wert Podróż na wschód
- scenografia: Tadeusz Kosarewicz Cudowne miejsce
- muzyka (ex aequo):
  - Mateusz Pospieszalski Gorący czwartek,
  - Jan Kanty Pawluśkiewicz Zawrócony
- montaż: Wanda Zeman Psy 2. Ostatnia krew
- nagroda za współtworzenie kształtu plastycznego filmu Cudowne miejsce:
  - Beata Olszewska – kostiumy,
  - Tadeusz Kosarewicz – dekoracja wnętrz,
  - Michał Hrisulidis – rzeźby,
  - Mirosława Wojtczak – charakteryzacja

Nagroda Prezydenta Gdyni: Śmierć jak kromka chleba, reż. Kazimierz Kutz
Nagroda Przewodniczącego Komitetu Kinematografii dla producenta roku: Lew Rywin
Nagroda Przewodniczącego Komitetu Kinematografii dla najbardziej kasowej produkcji roku: Psy 2. Ostatnia krew, reż. Władysław Pasikowski
Nagroda Dziennikarzy: Wrony reż. Dorota Kędzierzawska
Złoty Klakier dla najdłużej oklaskiwanego film: Wrony, reż. Dorota Kędzierzawska
Złote Jabłko (nagroda Stowarzyszenia Kobiet Filmu i Telewizji): Spis cudzołożnic, reż. Jerzy Stuhr
Don Kichot, Nagroda PF DKF: Wrony, reż. Dorota Kędzierzawska
Nagroda „Non Stop Servis”: Artur Reinhart – Wrony
Nagroda Fundacji Kultuy Polskiej: Damian Lubas, Grzegorz Lempa i Daniel Nowak – Gorący czwartek
Nagroda „Video Studio Gdańsk”: Dorota Segda – Faustyna

## Jury
- Andrzej Żuławski (przewodniczący) – reżyser, scenarzysta, pisarz, poeta
- Andrzej Jaroszewicz – operator filmowy
- Michał Komar – pisarz, eseista, wydawca
- Piotr Łazarkiewicz – reżyser, scenarzysta, producent
- Krzysztof Piesiewicz – scenarzysta, prawnik, polityk
- Radosław Piwowarski – reżyser, scenarzysta
- Jerzy Satanowski – kompozytor, reżyser teatralny
- Tadeusz Sobolewski – krytyk filmowy
- Beata Tyszkiewicz – aktorka
- Edward Żebrowski – reżyser i scenarzysta filmowy

## Filmy konkursowe
20 lat później, reż. Michał Dudziewicz
Cudowne miejsce, reż. Jan Jakub Kolski
Dama kameliowa, reż. Jerzy Antczak
Faustyna, reż. Jerzy Łukaszewicz
Gorący czwartek, reż. Michał Rosa
Komedia małżeńska, reż. Roman Załuski
Lato miłości, reż. Feliks Falk
Legenda Tatr, reż. Wojciech Solarz
Oczy niebieskie, reż. Waldemar Szarek
Panna z mokrą głową, reż. Kazimierz Tarnas
Podróż na wschód, reż. Stefan Chasbijewicz
Polska śmierć, reż. Waldemar Krzystek
Przygody Joanny, reż. Anna Sokołowska
Psy 2. Ostatnia krew, reż. Władysław Pasikowski
Spis cudzołożnic, reż. Jerzy Stuhr
Szczur, reż. Jan Łomnicki
Śmierć jak kromka chleba, reż. Kazimierz Kutz
Wrony, reż. Dorota Kędzierzawska
Zawrócony, reż. Kazimierz Kutz
Żabi skok, reż. Zbigniew Trzciński

## Pokazy specjalne
Bye, bye Amerika
Lazarus, reż. Waldemar Dziki
Pułkownik Chabert, reż. Yves Angelo
Melancholia - portret Andrzeja Żuławskiego, reż. Sylvie Guedel
Wrzeciono czasu, reż. Andrzej Kondratiuk